# غوارانا
غوارانا  أو البولينيا الكأسية (Paullinia cupana) نبات أصل من منطقة الأمازون البرازيلية. تعرف عليها الأوروبيون في القرن الثامن عشر ويرجع الفضل لعالم النباتات الألماني بوليني (F. C. Paullini). تتميز بذرتها بتركيز عالي لمادة الكافيين لتعرف بذلك عالميا. ولهذه الخاصية المنبهة فإنها تستهلك بصور متعددة، على شكل بذور مجففة أو مسحوقة ومذابة في ماء أو عصير فاكهة.